# Canción

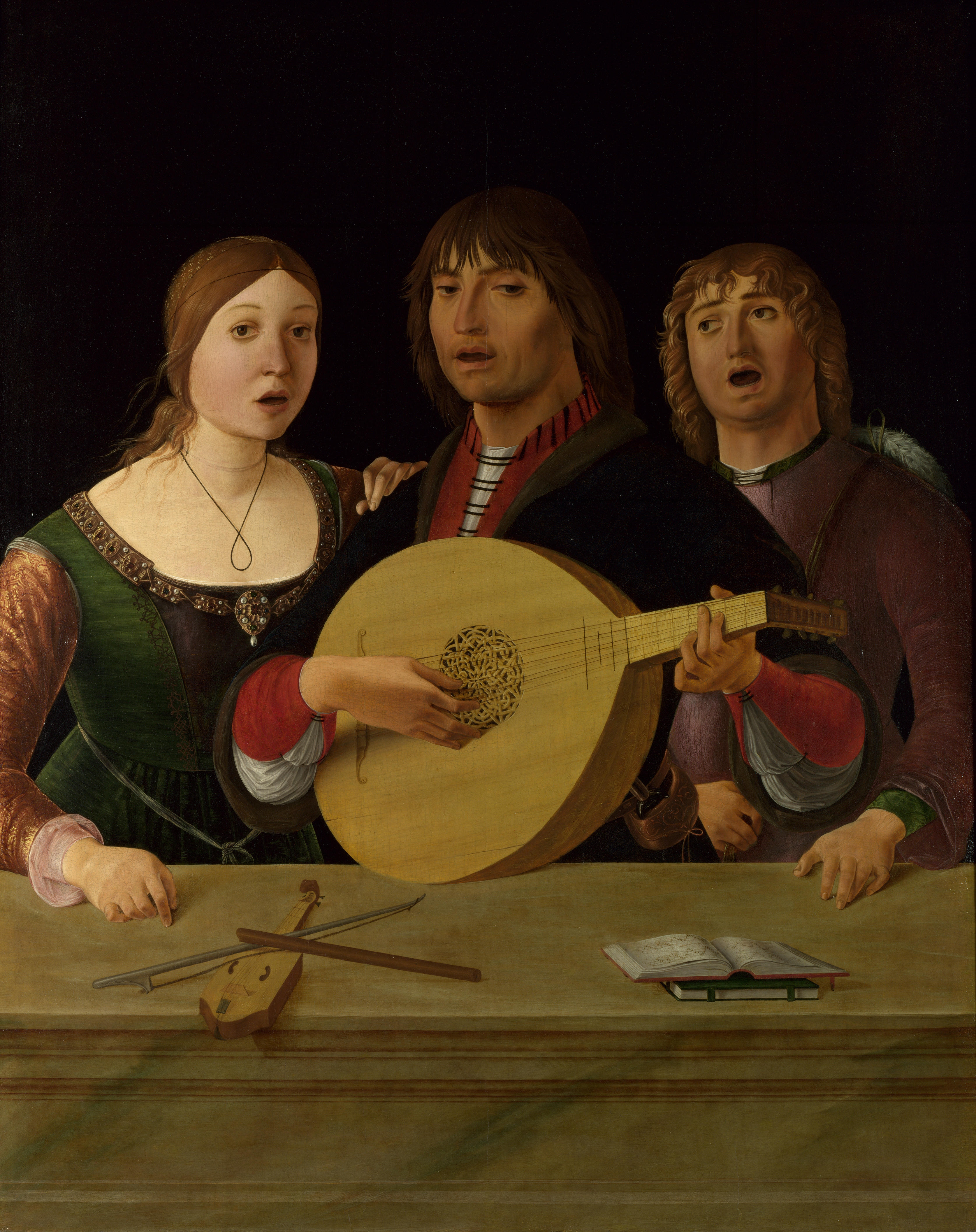
Un trío, acompañado de un laúd en El concierto de Lorenzo Costa (1490).

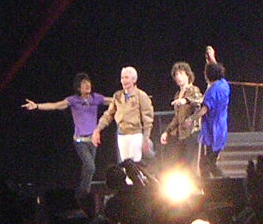
The Rolling Stones, grupo de canción popular de estilo rock, en 2006.

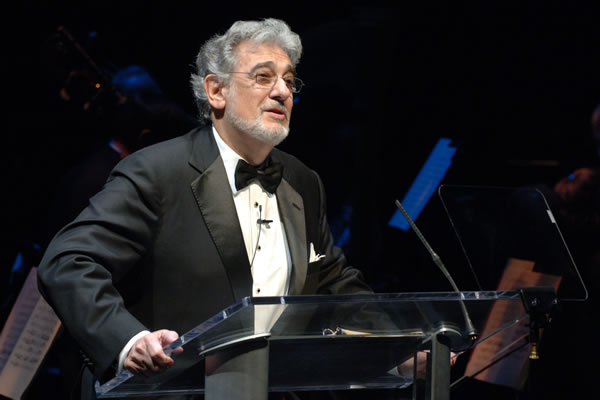
Plácido Domingo, conocido cantante de género lírico.

Una canción es una composición musical para la voz humana, con letra y comúnmente acompañada por instrumentos musicales.
Normalmente es interpretada por un único vocalista, pero también puede ser cantada por un dueto, trío o más voces. La letra de las canciones es habitualmente de naturaleza poética y con rima, aunque pueden ser versículos religiosos o prosa libre. Existen diversos tipos de canciones que se pueden clasificar según distintos criterios. Una división típica es entre canto lírico, canción folclórica y canción popular.
Normalmente, las canciones son pensadas para ser interpretadas por un cantante solista, aunque también los hay -especialmente en la denominada canción artística - a dúo, en trío o incluso a más voces; en este caso se habla de canción polifónica; el canon es un caso concreto y paradigmático. También es común, en el terreno de la música clásica, que haya canciones interpretadas por corales, por lo que la melodía principal la hace un grupo de voces, habitualmente las sopranos. De igual manera, es habitual que las canciones polifónicas sean interpretadas por coros, no en razón de una persona y voz para cada parte, sino a razón de un grupo por parte.
Especialmente en la música tradicional, la canción suele tener una estructura estrófica -ya sea con vuelta o sin de manera que una misma música es cantada sobre una serie de textos que mantienen similitudes importantes en cuanto a métrica y rima. En la canción de arte y en la canción popular abundan, también, las elaboraciones a partir de la estructura estrófica.
La canción, por sus características, tiene un papel esencial en la educación musical en las escuelas y en las escuelas de música, y es la base de las numerosísimas asociaciones corales que existen en todas las sociedades occidentales.
En ocasiones, aunque es incorrecto, la palabra canción es usada coloquialmente para referirse a cualquier composición musical no muy extensa, incluyendo aquellas sin canto, de carácter instrumental. En la música clásica europea y en la música en general, «canción» solo debe ser usado para describir una composición para la voz humana, salvo en algunas excepciones, como por ejemplo las canciones sin palabras del periodo romántico, piezas escritas por compositores como Mendelssohn o Chaikovski que no son para voz humana, sino para algún instrumento (normalmente piano), y aun así son consideradas canciones.

## Tipos culturales

### Canto lírico
También conocido como canción artística o canción de concierto, son canciones del ámbito de la música clásica que fueron creadas para ser interpretadas de acuerdo a los atributos del cantante, generalmente con acompañamiento de piano −aunque puede tener otros tipos de acompañamiento como orquesta o cuarteto de cuerdas− y escritas en partitura. Generalmente se interpretan con un timbre lírico que exige un entrenamiento de la voz para una literal ejecución aceptable. Las letras a menudo no son escritas por el compositor sino por un poeta o letrista, en forma estrófica.

### Canto folclórico
Las canciones folclóricas, también conocidas como canciones populares tradicionales, son coplas normalmente de origen anónimo (o son de dominio público) que se transmiten oralmente de generación en generación. No son el vehículo de expresión de una persona o artista individual sino de una comunidad. Tratan frecuentemente de aspectos nacionales o identidad cultural. Las canciones folclóricas existen en casi todas las culturas, con rasgos usualmente diferentes en cada una de ellas, y han servido de inspiración en ocasiones para autores de música culta, en especial durante el período nacionalista.

### Canción popular

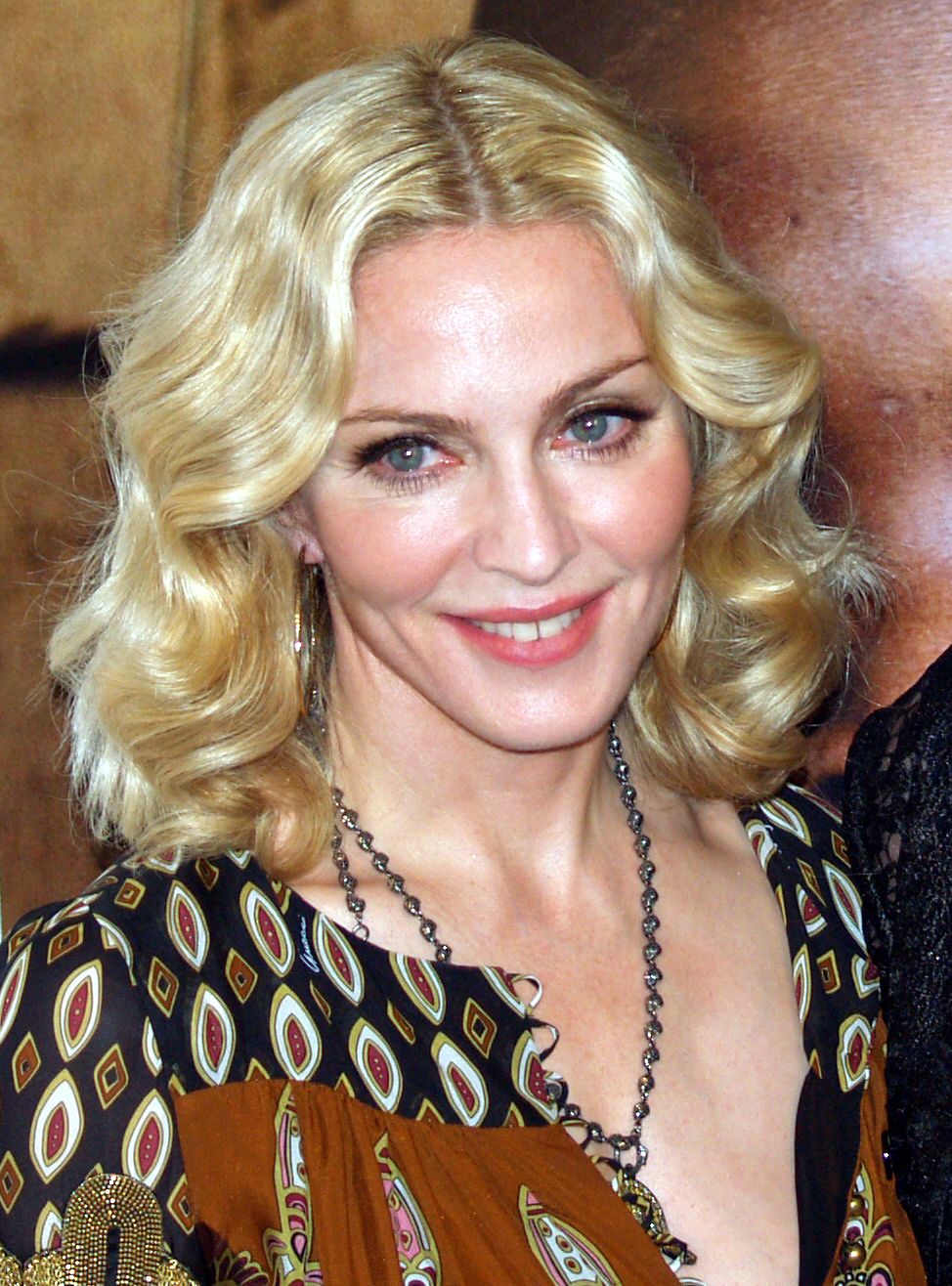
Madonna, artista estadounidense de canción pop.

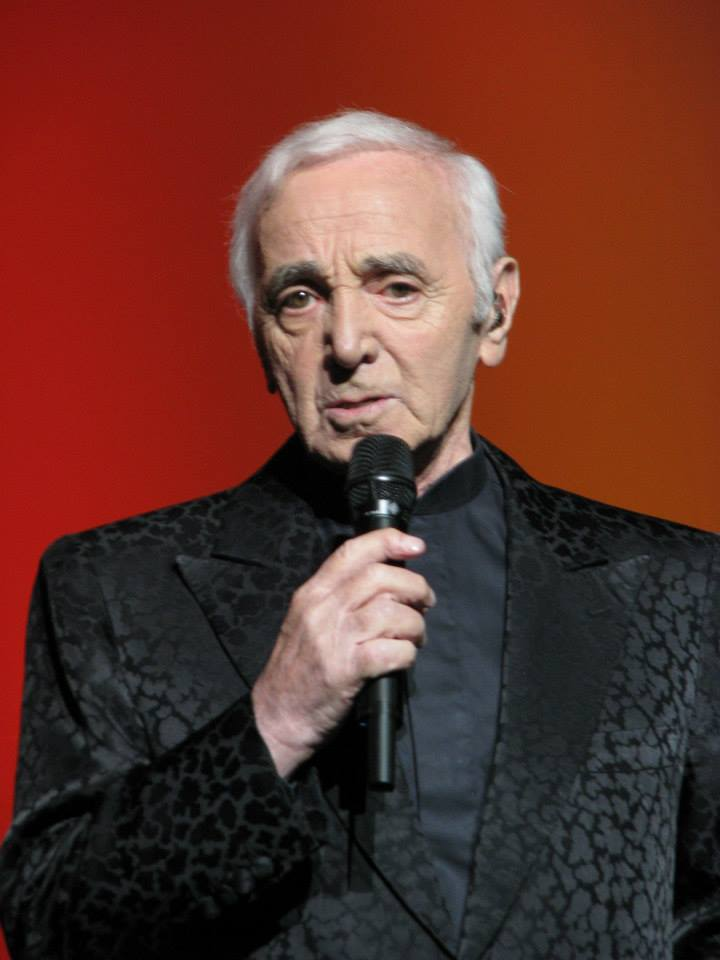
El cantautor francés Charles Aznavour.

El grupo inglés The Beatles.

La canción popular o canción moderna es el tipo de canción más escuchada en el mundo actual, y es transmitida a través de grabaciones y medios de comunicación a grandes audiencias por todo el mundo. Tomó forma en las ciudades europeas y americanas en los siglos XIX y XX, con origen tanto en las canciones de la música erudita como en las canciones folclóricas de diversas culturas. La voz es usualmente acompañada en ejecución y grabación por un grupo musical. No son creaciones anónimas, tienen autores conocidos, que pueden grabar e interpretar ellos mismos las canciones o trabajar para otros artistas que las incorporarán a su repertorio. Con frecuencia, pero no siempre, sus autores escriben las notas musicales o las transcriben después de haber sido grabadas y tienden a ser creadas en colaboración de todo el grupo musical, aunque el texto de la canción es usualmente escrito por una persona, de ordinario el cantante principal. Las canciones populares a menudo tratan sobre individuos e identidad cultural. Los cantantes generalmente no tienen una educación vocal determinante, pero los más reconocidos suelen usar técnicas vocales sumamente estilizadas.

#### Cómo se construye una canción popular
Las canciones populares casi siempre tienen una estructura bien definida. La canción se estructura habitualmente usando entre tres y cinco secciones musicales separadas, las cuales después se utilizan juntas para formar una canción completa. Un análisis estructural de una típica canción popular, puede ser en este orden:
1. Introducción
2. Estrofa
3. Estribillo
4. Estrofa
5. Estribillo
6. Puente musical
7. Repetición del estribillo hasta el silencio

Esta estructura mencionada es una forma muy común de canción popular moderna. Esto incluye canciones de pop, rock, heavy metal y prácticamente todos los géneros de canciones populares, y también piezas de música clásica.
Esta sencilla estructura se puede complejizar de muchas maneras añadiendo en lugar de un solo estribillo dos estribillos, o en lugar de acabar con una repetición del estribillo añadir una parte específica para el final. A veces se llama a esta parte coda. Puede haber un estribillo que se alterna con otros versos que no se repiten. La estructura no debe ser demasiado complicada para no destruir el equilibrio entre repeticiones y alteraciones de un tema. El puente musical suele presentar una variación en la armonía musical y en muchos géneros musicales, principalmente en el rock o el heavy metal, suele incluir un solo. Generalmente, este solo suele ser de guitarra eléctrica aunque puede ser ejecutado por otros instrumentos musicales.

### Canción infantil
Una canción infantil es aquella canción realizada con algún propósito para los niños pequeños y bebés. La letra suele ser muy sencilla y repetitiva, para su fácil comprensión y memorización. Los cantos infantiles son una actividad en la que los niños aprenden, ya sea jugando y otros cantando diferentes melodías, con temas variados, que ayudan a ampliar sus conocimientos sobre el medio ambiente que los rodea.
Clasificación por su función

De juego: utilizadas en los juegos infantiles como rollo, cuerda o goma. También se podrían incluir las de tirar a suerte y las burlas.

Nanas: también llamadas de cuna, que sirven para entretener o dormir a los niños, o por acostumbrales en la cuna.

De habilidad: en ellas los niños demuestran alguna habilidad, ejemplos son los trabalenguas o las adivinanzas.

Didácticas: en ellas el niño aprende algo, desde las partes del cuerpo a lecciones morales.

Lúdicas: Su función es entretener o divertir al niño.

Características de la canción infantil

Las canciones infantiles tienen unas letras sencillas, rimadas y muy repetitivas, generalmente van acompañadas de movimiento, gesto o juegos motrices. Son de fácil comprensión, de fácil memorización, y de letra graciosa. La canción infantil es una actividad lúdica donde el niño aprende jugando a la vez que participa en la conservación y disfrute del patrimonio cultural universal.
Beneficios de la canción infantil en el desarrollo infantil

-Desarrolla el lenguaje: favorecen la dicción, aumenta su vocabulario y ejercita la fonética.

-Favorecen la capacidad de comprensión, mejora su concentración y memoria.

-Desarrollan el gusto por la música, favorece el sentido rítmico y la audición.

-Desarrolla su expresión corporal: le permite ajustar su movimiento corporal a diferentes ritmos contribuyendo al control rítmico del cuerpo, y ejercita su coordinación.
Favorece el desarrollo emocional y social al permitir la integración e interacción con el grupo.

### Canción folclórica o tradicional
Todas las culturas tienen, en sus repertorios musicales, una serie de canciones que responden a funciones diversas, concretas y específicas; en el ámbito de la música tradicional, las canciones existen para cumplir determinadas funciones, para complementar, mejorar, ayudar a otras facetas de la vida cotidiana. Quedan vinculadas a la cotidianeidad. Las canciones de trabajo -que en algunos lugares se acompañan con movimientos y con sonidos hechos con las mismas herramientas de trabajo (los picos de cavar o las mazas para moler el mijo, por ejemplo) que de este modo acompasan el trabajo dándole un ritmo que disminuye la fatiga y aumenta la productividad- o las canciones de cuna, son buenos ejemplos; ejemplos que, por otra parte, hoy han perdido buena parte de su vigencia en nuestra sociedad, por razones diversas.
La canción tradicional se ha transmitido mayoritariamente de forma oral hasta el siglo XIX (o más tarde) cuando, en momentos diferentes, las diversas sociedades emprendieron el estudio sistematizado de sus respectivos folclores . A partir de ese momento se fija en cancioneros que contienen notación escrita de las canciones recogidas. Hasta ese momento la transmisión oral había facilitado una evolución de cada canción que les permitía modificarse hasta el límite por lo que es poco posible hablar de autoría en las canciones tradicionales. O en todo caso, hablar de autoría única. Para ello se ha tendido a considerarlas de autor anónimo y, por tanto, de dominio público , no sometidas aderechos de autor. Si los folcloristas que trabajaron bajo el ciclo del Romanticismo tendieron a considerarlas obras creadas por el pueblo, más modernamente, la etnomusicología ha hecho hincapié en las transacciones que desde hace siglos se han dado entre la canción folclórica y la canción de arte en ambos sentidos. Melodías como Misa criolla aparecen como ejemplos de melodías con un grado de elaboración que hace pensar en algún tipo de contribución, sea más o menos personificada en un autor, desde el terreno de la música clásica.
Algunos tipos, estilos y géneros de canción tradicional hace tiempo que han traspasado las fronteras de las sociedades donde nacieron y han convertido en patrimonio de colectivos mucho más extensos, internacionalizados, en buena parte gracias a que se han convertido en música del mundo especificamos, a continuación algunos de estos tipos de canción como más conocidos por los públicos occidentales. En África occidental, especialmente en países como Mali, Gambia, Guinea o Senegal, en las etnias Mandé, Fula, Songhai, etc. las canciones tradicionales y su enorme relevancia social son la razón de ser de los griots ,cantantes y músicos profesionales e itinerantes que son considerados los principales depositarios de la tradición oral. El repertorio principal del Blues también son las canciones, al igual que el jazz, especialmente el anterior al Bebop. De igual ocurre con el tango y con muchas otras músicas de baile gestadas en Sudamérica o Centroamérica -como la bossa-nova, la salsa, etc.- y difundidas en todo el mundo. Estilos y géneros que también se fundamentan en la canción son algunos de los de la música tradicional del Sur de Europa como el fado de Portugal, el flamenco o el rebétiko de Grecia, así como las canciones de cantantes de origen africano como Omara Portuondo o Cesária Évora.
Hoy en día, la transmisión de este repertorio se hace tanto para vía oral a través de materiales registrados, ya sea en forma de música tradicional o de músicas del mundo, como a través de las partituras; en este segundo caso tienen un papel importante las instituciones culturales, escolares y educativas.
Es habitual que las canciones tradicionales o folklóricas, o al menos una parte de estas, constituyan un elemento importante identitario de una sociedad, son un aspecto no menor de la identidad nacional o cultural de un grupo humano.

## La canción en la Edad Media
Aunque algunos tipos de música vocal medieval entran muy bien dentro de la definición más genérica de canción, no es habitual encontrarlas tipificadas como tales. Entre estas estarían las melodías de canto gregoriano y el resto de los cantos litúrgicos medievales, los cuales pueden ser considerados mayoritariamente como canciones monódicas aunque normalmente no reciban de manera específica esta denominación, ya que a menudo se hicieron acompañamientos diversos que no aparecen consignados en los códices que contienen este repertorio, y que probablemente debían ser improvisados.
Sí, en cambio, suelen tener la consideración de canciones algunos tipos de composiciones que se dieron en el ámbito de la música profana . Entre los más importantes están:
La Canción de gesta

La canción trovadoresca. De hecho, los trovadores cultivaron un gran número de géneros de música vocal, canciones todas ellas en sentido amplio. Uno de estos géneros era la cansó, o chansen, o también canción.

La rota y la caccia, dos formas de canon. El ejemplo más célebre sería Sumer is icumen in, conocida también como Rota de Reading. [5]

Los laudos fueron canciones religiosas en lengua vernácula muy populares en Italia al paso de la Edad Media hacia el Renacimiento.

Varios tipos de canciones primer monódicas y después también -pero no únicamente- polifónicas, como el lay, el virelay, el rondó, el madrigal, la ballade, etc., cultivadas mayoritariamente en los siglos XIII y XIV en Francia e Italia.

## La canción en el Renacimiento

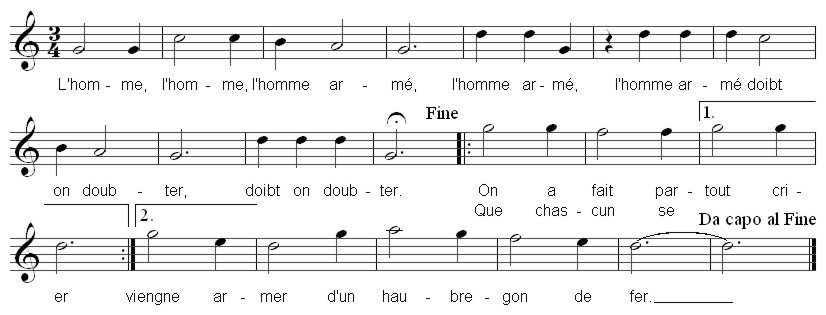
L'homme armé, antigua cuenca popular de borgoña de finales del, que ensalza las virtudes del caballero y del hombre de armas, sobre la que se compusieron muchas obras polifónicas en los dos siglos siguientes.

Durante el Renacimiento aparecieron varios tipos de canción, todos ellos polifónicos, algunos con una tendencia más bien contrapuntística pero con un predominio de las texturas homofónicas, más sencillas, como corresponde a lo que se entiende como canción. Por supuesto existieron, también, géneros vocales de notable complejidad, entre los que el madrigal y las formas de la música litúrgica influidas por el contrapunto de la escuela francoflamenca. Pero, precisamente por eso, estos géneros quedan fuera del campo semántico de la canción. En todo caso, sí que influyeron poderosamente sobre géneros más ligeros, más simples que entran dentro de la categorización de canciones.
En la península ibérica, núcleos de producción musical que disponían de sus propias capillas de música recogieron los repertorios polifónicos de composiciones mayoritariamente a tres y cuatro voces en recopilaciones que se conocen con el nombre de cancioneros, por lo que, estas composiciones deben ser consideradas como verdaderos canciones polifónicas más allá de que tengan denominaciones específicas que hagan referencia a sus rasgos estructurales: romances, estrambotos (poema lírico popular de origen siciliano, conocido desde los primeros tiempos de nuestra literatura. Quizás originalmente indicaba una composición de contenido satírico; luego, en cambio, indicó una composición en endecasílabos de 8 versos preferiblemente, pero también de 6 y 4, mayoritariamente sobre un tema amoroso. El esquema métrico era muy variado según las épocas y las regiones: ABABABAB = " octava siciliana ", rima alternante; AABBCCDD = "romagnolo strambotto", rima besada; ABABCCDD = " respeto toscano", rima alternando las primeras 4 líneas y rima besada las últimas 4), villancicos , etc. Entre estos cancioneros está el Cancionero Musical de Palacio que recoge la música en la corte de los Reyes Católicos, el cancionero de Uppsala, el de la Colombina.
En Francia se desarrollaron dos tipos de canción, llamados ambos chanson: el siglo XV fue la chanson borgonyona que tuvo como figuras destacadas a Guillaume Dufay y Gilles Binchois; posteriormente, ya en el siglo XVI, floreció la chanson parisina con Claudin de Sermisy y Clément Janequin como figuras destacadas. El segundo es especialmente recordado por sus obras descriptivas (Le chant des Oiseaux, La bataille de Marignan, etc.)
Por su parte, en Italia se desarrollaron algunas tipologías de canción polifónica a medio camino entre la canción popular y tradicional, a una sola voz con acompañamiento acordal como la frottola, y el madrigal, y que fueron vividas como formas más ligeras de este último, y como arreglos elaborados de las primeras. Entre éstas, la Villanella, la canzonetta, etc.
En Alemania se desarrolló igualmente un tipo de canción a varias voces, con acompañamiento homofónico, que se denominó Lied. Innsbruck ich muss dicho lassen de Heinrich Isaac contiene características.
Por otra parte, el luteranismo forjó la tipología de canción litúrgica llamada coral con una estructura bastante simple para que pudieran participar cantándola todos los concurrentes a misa.
Durante el paso del siglo XVI al XVII en el norte de Italia se empezaron a desarrollar nuevas formas de música instrumental, algunas de ellas se inspiraron en modelos vocales. Fue así como floreció un género de música instrumental llamado canzona y más concretamente canzona da sonare o canzona sonata en caso de que fuera para instrumentos de cuerda o de viento.

## La canción del barroco y el clasicismo
Diferentes autores de los siglos XVII y XVIII compusieron canciones, aunque hoy no se cuentan entre las más divulgadas de sus repertorios. Entre estas se pueden citar los Geistliche Lieder (canciones espirituales) de Johann Sebastian Bach ( Bist du bei mir es una de las más conocidas), las más de cien canciones ( Lieder ) de Georg Philipp Telemann, las poco más de treinta de Haendel, las 51 -con acompañamiento de teclado- de Haydn, aparte de sus canciones polifónicas y arreglo de casi cuatrocientas canciones folclóricas galesas, irlandesasy escocesas, las 90 de Beethoven, además de un considerable número de cánones, sólo por poner algunos ejemplos entre los autores más conocidos de aquellos períodos.
En el área protestante hubo una enorme producción y consumo de armonizaciones -mayoritariamente homofónicas - los corales . Son especialmente conocidos los de Bach pero no se pueden perder de vista los otros compositores, como por ejemplo los más de dos mil de Georg Philipp Telemann .

## Romanticismo en adelante
El tipo principal de canción artística y elaborada en el romanticismo fue el lied, generado en tierras de habla alemana. Sus compositores principales fueron, por orden cronológico, Franz Schubert, Robert Schumann, Johannes Brahms, Hugo Wolf y Gustav Mahler, este último en el terreno del lied con acompañamiento orquestal, en tanto que la inmensa mayoría de Lieder recibieron un acompañamiento pianístico. Alrededor del lied, otras áreas culturales desarrollaron otras formas de canción artística. Johann Wolfgang von Goethe y Heinrich Heine fueron dos de los poetas cuyos textos fueron musicalizados más a menudo.
El hecho de que la canción tenga un texto que se expresa en una lengua ayuda a hacer que ésta tenga un carácter vinculado a una cultura, a una sociedad; un carácter nacionalista en su caso. En este sentido, este tipo de canción menudo recibe nombres que nos hablan no sólo del idioma del texto original sino que nos transmiten también elementos estilísticos. canzona en Italia, lied en Alemania, chanson o melodía -según la época y el estilo- en Francia, canción en España, etc.
El acompañamiento de estas canciones tiene una consideración diversa según el estilo y las costumbres de cada época, pero, en general, constituyen un elemento importante, no un mero acompañamiento, y reciben una dedicación acuerdo con ello por parte de los compositor y los intérpretes. En algunos casos -como en el caso de los lieder de Franz Schubert el acompañamiento adopta figuras melódicas y de otra índole que refuerzan el sentido del texto. En los de Robert Schumann toman una dimensión aún mayor; Los de Hugo Wolf juegan de forma diferente y a menudo emplean unos leitmotiv que se pueden seguir a través de diferentes lieder.
A pesar de que estas composiciones originariamente fueron pensadas para interpretaciones privadas, en salones a los que acudía poca gente y generalmente por invitación, o bajo otros tipos de restricciones, y en las que era habitual que el compositor tuviera algún tipo de intervención -Hugo Wolf, por ejemplo, no sólo las acompañaba al piano sino que a menudo hacía introducciones y comentarios, además de recitar el texto - hoy en día se han convertido en piezas de concierto, que se difunden a través de las salas de concierto (y de la grabación, por supuesto).
Si bien el carácter comprimido y breve del Lied no lo permite mucho, en algunos casos estas obras disponen de preludios, interludios y / o postludis que introducen en el ambiente de la obra y del poema, o el resumen y comprimen.
Aparte de la forma estrófica, que fue muy cultivada por los románticos, también se empleó mucho la forma ternaria ABA; tanto, que a menudo, esta estructura temporal, se ha conocido como "forma Lied". De hecho, tanto o más frecuente que esta forma son algunas variantes como introducción-ABA, AABA, ABA, etc.
A menudo las composiciones de este tipo, mayoritariamente cortas, fueron publicadas en forma de ciclos, es decir, de series de canciones que mantenían algunos tipos de vínculo.
La enorme florecimiento de las sociedades corales en toda Europa como un fenómeno vinculado tanto al Romanticismo como la revolución industrial motivó la composición de muchas canciones polifónicas, a menudo más bien sencillas, a cappella o con un acompañamiento sencillo, y con un porcentaje importante de armonizaciones a voces iguales -ya fueran masculinas o femeninas- dadas las características de las sociedades corales amateurs a las que iban dirigidas mayoritariamente.
En el mismo período floreció la romanza , un tipo de canción, vinculado a la música de salón, de carácter habitualmente sentimental, con acompañamiento de piano. Conoció frecuentes adaptaciones al lenguaje instrumental de entre las que destacan las romances sin palabras ( Lieder ohne Worte , en el original alemán) de Felix Mendelssohn

## Estructuras de canciones
A excepción de las dos últimas formas (thirty-two-bar form y twelve bar blues), y del canon y la fuga, ninguna de las demás son formas musicales, pero sería más apropiado referirse a ellas como simples 'estilos' de canciones. Por su parte, el canon y la fuga, pueden ser tanto vocales, como instrumentales, y tienen todas las características de una forma musical, por lo tanto, solo será correcto llamarlos canción, si la obra en cuestión tiene una parte vocal. Si son exclusivamente instrumentales, este término no se aplica a ellos, y aún en el primer caso, es preferible llamarlos fuga, o canon, según sea el caso, antes que referirse a ellos como canción.
- Aria y recitativo (Ópera)
- Balada
- Canción escolar
- Canción ligera
- Canción melódica
- Canción romántica
- Canción de festival
- Canción de cuna
- Canción de trabajo
- Canción espiritual
- Canción patriótica
- Canción pop
- Canción popular
- Canción protesta
- Canon y Fuga
- Cantata
- Cantiga medieval
- Canto
- Canto coral sacro
- Canto de compañía
- Canto folclórico
- Canto fúnebre
- Canto gregoriano y cantos litúrgicos
- Chanson
- Frottola
- Himno
- Jingle
- Lauda
- Lied' (plural: lieder)
- Madrigal
- Oratorio
- Romanza
- Villancico